# 雷應乾
雷應乾，號首山，湖廣荆州府江陵縣人，明朝政治人物、進士出身。

## 生平
崇禎元年（1628年），登戊辰科進士，授四川内江知縣，歷户部主事，擢知兖州府。時苦旱，饥殍盈路，强者会聚为盗，應乾捐俸赈之，民賴以安。